# Zoltay Ágoston
Zoltay Ágoston, Zelliger (Malacka, 1866. augusztus 12. – Budapest, 1945. március 11.) posta- és távirda hivatali igazgató.

## Élete
Zelliger József (1837-1886) kántortanító, később nagyszombati tanítóképző intézeti igazgató és Schilhanek Katalin fia.
Nagyszombatban érettségizett, majd a kereskedelmi akadémia szaktanfolyamát Budapesten végezte el. Önkéntes katonai szolgálatát a 72. gyalogezrednél tette, majd mint hadnagy szerelt le. 1888-tól a zombori postahivatalnál dolgozott, majd a temesvári postaigazgatósághoz helyezték át, s ott mint előadó, később pedig a távirda és telefonépítési osztály vezetője teljesített szolgálatot a hatalomváltásig. Ezután a budapesti távbeszélő hivatal hibabejelentő osztályához helyezték át. 1928-ban főfelügyelői rangban nyugalomba vonult. 1935-ben családnevét Zoltayra változtatta. Halálát szívgyengeség okozta.
Felesége Dalmay Hedvig, gyermekei: Ferenc (főmérnök, frontharcos), Margit (Obornyik Lajosné), Béla (tisztviselő), Endre (folyamőrkapitány), Magda (dr. Veres Mihályné) és József dr. (a Külkereskedelmi Hivatal tisztviselője, emléklapos tüzér zászlós).

## Elismerései
- Miniszteri és vezérigazgatói elismerés
- Signum Laudis
- Koronás arany érdemkereszt
- a német Vörös Sas-rend IV. osztályának érdemkeresztje